# Meckenbeuren
Meckenbeuren er en kommune i Bodenseekreis i den tyske delstat Baden-Württemberg. Med 13.520 indbyggere (2018-12-31) er Meckenbeuren den største landkommune i Oberschwaben.

## Geografi
Meckenbeuren ligger ccirka otte kilometer nord for Friedrichshafen og ti kilometer syd for Ravensburg i Bodensees bagland.

### Inddeling
Kommunen består af hovedbyen Meckenbeuren og de i  1937 indlemmede kommuner, og nuværende landsbyer Brochenzell og Liebenau samt den i 1972 indlemmede landsby Kehlen. Til Meckenbeuren hører også fra ældre tid Obermeckenbeuren.

## Historie
Kommunen er nævnt første gang i  1496 , men et omstridt dokument fra 879. 
Området hørte sandsynligvis allerede i  1094 til Kloster Weingarten. I 1530 blev det købt for 3.100 Gulden af greverne Haug von Montfort og blev dermed en del af Grevskabet Montfort.

## Seværdigheder
- Ravensburger Legeland er en 25 Hektar stor fritidspark i Liebenau.
- Mini Mundus Bodensee er en Miniatuerpark som åbnede i 2005 i umiddelbar nærhed af Ravensburger Legeland.